# Code produit électronique
Pour les articles homonymes, voir EPC.

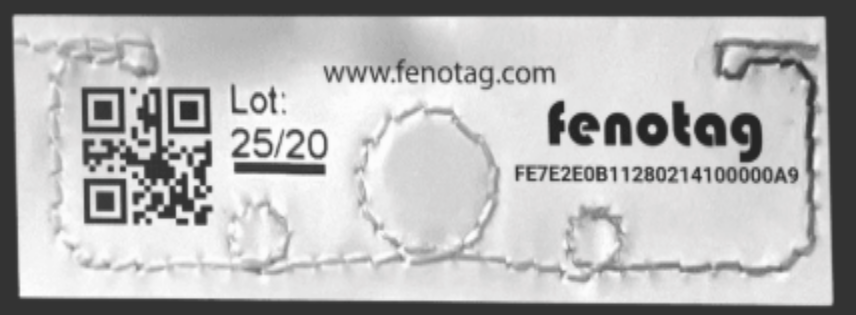
Tag RFID amb EPC imprimit per lavariá industriala.

Le code produit électronique, ou EPC pour (en) Electronic product code, est un identifiant unique permettant d'identifier un objet dans une chaîne de production. Il pourrait ainsi remplacer le code-barres. L'EPC utilise la technologie de radio-identification passive.
Les normes actuelles découpent cet EPC selon trois formats 64, 96 ou 125 bits.

## Interprétation d'un EPC
Le format d'un EPC est le suivant, exemple : 01 – 0 000 A89 – 000 16F – 000 169 DC0
01 : En-tête déterminant la norme de codage
0 000 A89 : l'entreprise émettant cet EPC
000 16F : Le code du produit sortant de cette entreprise
000 169 DC0 : Numéro de série du produit
Exemple concret :
0 000 A89 : Gillette
000 16F : Rasoir 3 lames
000 169 DC0 : item parmi les rasoirs 3 lames de chez Gillette